# Viejo Nicapa
Viejo Nicapa conocido anteriormente como Nicapa es una ranchería del municipio de Pichucalco ubicado en la región Norte del estado mexicano de Chiapas.

## Historia
Hasta el 12 de noviembre de 1947 fue cabecera municipal del extinto municipio de Nicapa e incorporándose al municipio de Pichucalco. En 2010 la localidad registró un cambio de nombre, pasando de ser conocida como Nicapa a Viejo Nicapa.

## Geografía
La localidad de Viejo Nicapa se sitúa en las coordenadas geográficas 17°25′25″N 93°12′38″O / 17.423611, -93.210556, a una elevación de 322 metros sobre el nivel del mar.

## Demografía
Según el Conteo de Población y Vivienda 2020, efectuado por el Instituto Nacional de Estadística y Geografía, la localidad de Viejo Nicapa tiene 586 habitantes, de los cuales 288 son del sexo masculino y 298 del sexo femenino. La tasa de fecundidad es de 2.66 hijos por mujer y tiene 141 viviendas particulares habitadas.
| Gráfica de evolución demográfica de Viejo Nicapa entre 1900 y 2020 |
|                                                                    |
| INEGI.                                                             |